# Schloss Schauensee
Das Schloss Schauensee oberhalb Kriens wurde im 13. Jahrhundert erstmals im Zusammenhang mit dem Ritter Rudolf von Schauensee (1257–1317) urkundlich erwähnt. Wann genau es erbaut wurde, ist nicht bekannt, man weiss aber, dass die Burg bereits zu Beginn des 14. Jahrhunderts wieder in Ruinen stand und heute nur noch der Turm aus dieser Zeit stammt. Ende des 16. Jahrhunderts erwarb Johannes von Mettenwyl die Anlage und baute sie wieder auf. Die Burganlage in ihrer heutigen Form entstand 1750 unter der damaligen Besitzerfamilie Meyer von Schauensee.
Die Gemeinde Kriens konnte das „Schlössli“, wie es von den Krienser Bevölkerung genannt wird, 1963 erwerben. Heute wird die Burg als Kultur- und Begegnungsstätte genutzt und vermietet.